# Баттен, Уильям
Уильям Баттен (ок. 1600—1667) — английский морской офицер, вице-адмирал и политик, член Палаты общин с 1661 по 1667 год.
Баттен был сыном Эндрю Баттена, капитана Королевского флота. В 1625 году он был назначен одним из командиров двух кораблей, отправленных на китобойный промысел к Шпицбергену ярмутским купцом Томасом Хортом. В августе 1626 он получил каперское свидетельство из Лондона для корабля Salutation, принадлежащего Эндрю Хейвзу. Он стал капитаном этого корабля вновь в 1628 году, а в апреле следующего года Баттен вместе с Хортом и Хейвзом получил приказ от Тайного совета не отправлять Salutation, в то время стоявший Ярмуте, к «Гренландии» (Шпицбергену), но они всё равно отплыли туда на этом и ещё одном корабле. Корабли Московской компании захватили оба корабля на Шпицбергене и отправили их назад пустыми. В 1630 году он стал капитаном и совладельцем корабля Charles в Лондоне, а в 1635 году служил в качестве капитана торгового судна. В 1638 году он получил должность сюрвейера военно-морского флота, вероятно, за взятку.
В марте 1642 года Баттен был назначен заместителем графа Уорика, адмирала парламентских сил, который принял флот из рук короля, и до конца Первой гражданской войны показал себя устойчивым сторонником парламента. Именно он в должности вице-адмирала командовал эскадрой, которая бомбила Скарборо, когда там находилась Генриетта Мария Французская. Он был обвинён (возможно, несправедливо) роялистами в том, что якобы приказывал кораблям направлять свой огонь на дом, занимаемый королевой. В 1644 году он находился на службе в Плимут, где укрепил оконечность полуострова, которая с тех пор называется Моунт-Баттен. К концу Первой гражданской войны Баттен продолжал патрулировать английские моря, и его действия в 1647 году по захвату в Портсмуте нескольких шведских военных кораблей и торговых судов, которые отказались от приветствия английского флага, был отмечен парламентом.
Когда началась Вторая гражданская война, он потерял доверие правительства и был уволен из команды, хотя он признавал свою постоянную готовность служить государству. Когда часть флота подняла восстание против парламента и присоединилась к принцу Уэльскому в мае 1648 года, Баттен также присоединился к ним. Он был посвящён в рыцари принцем, но, находясь под подозрением у роялистов, был высажен в Голландии. Он вернулся в Англию и жил на пенсию в период Английской республики.
Во время Реставрации Стюартов Баттен стал ещё раз сюрвейером военно-морского флота. В этой должности он находился в постоянной переписке с Сэмюэлем Пипсом, который часто упоминает его в своём дневнике. Пипс высказывал инсинуации против него, но нет никаких доказательств того, что Баттен в получении прибыли от своей работы упал ниже стандартов своего времени.
Баттен был избран членом парламента от Рочестера в 1661 году и был его членом вплоть до своей смерти. В 1663 году стал владельцем Тринити-Хаус. Умер в 1667 году.